# Четири иконе на иконостасу цркве у Орешковици
Четири иконе на иконостасу цркве у Орешковици, насељеном месту на територији општине Петровац на Млави представљају непокретно културно добро као споменик културе.
Четири иконе са старог иконостаса цркве Свете Марине представљају вредна сликарска дела настала у периоду непосредно пред почетак Првог српског устанка. Реч је о двема престоним иконама Исуса Христа и Богородице са малим Христом, царским дверима и Распећу. Из сачуваних натписа сазнајемо да их је осликао непознати зограф 1803. године.
Иконе су се првобитно налазиле у цркви манастира Горњак. Није познато како су  доспеле у Орешковицу, у чијој старој цркви брвнари су се налазиле до педесетих година 20. века, када су пренете и постављене на иконостас нове цркве, на коме су се до скоро налазиле. Две престоне иконе сада су изложене у цркви, док се друге две чувају у ризници.